# Nattawut Kaewkhuanchum
Nattawut Kaewkhuanchum (ur. 20 sierpnia 1999) – tajski zapaśnik walczący w obu stylach. Zajął czternaste miejsce na igrzyskach azjatyckich w 2022. Brązowy medalista igrzysk Azji Południowo-Wschodniej w 2023 i mistrzostw Azji Południowo-Wschodniej w 2022 roku.